# Welykyj Chutir
Welykyj Chutir (ukrainisch Великий Хутір; russisch Великий Хутор Welykyj Chutor) ist ein Dorf im Nordosten der ukrainischen Oblast Tscherkassy mit etwa 2000 Einwohnern.

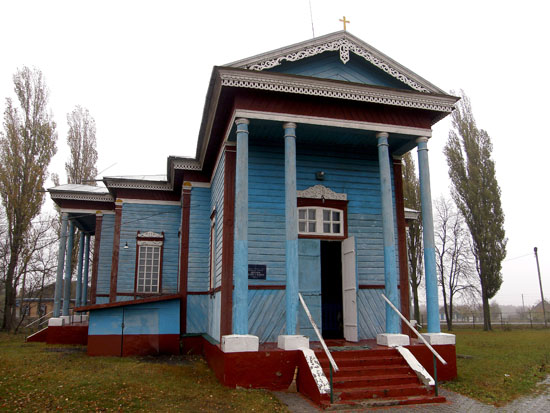
Kirche im Ort

Das Dorf wurde 1691 zum ersten Mal schriftlich erwähnt und liegt am Fluss Solotonoschka (Золотоношка), 22 Kilometer nördlich der Rajonshauptstadt Solotonoscha und 47 Kilometer nördlich der Oblasthauptstadt Tscherkassy.

## Verwaltungsgliederung
Am 5. Oktober 2018 wurde das Dorf zum Zentrum der neugegründeten Landgemeinde Welykyj Chutir (Великохутірська сільська громада/Welykochutirska silska hromada). Zu dieser zählten auch das Dorf Roschdestwenske sowie die Ansiedlungen Aschaniwka und Rezjukiwschtschyna, bis dahin bildete es zusammen mit der Ansiedlung Aschaniwka die gleichnamige Landratsgemeinde Welykyj Chutir (Великохутірська сільська рада/Welykochutirska silska rada) im Süden des Rajons Drabiw.
Am 12. Juni 2020 kam noch das Dorf Besborodky zum Gemeindegebiet.
Am 17. Juli 2020 kam es im Zuge einer großen Rajonsreform zum Anschluss des Rajonsgebietes an den Rajon Solotonoscha.
Folgende Orte sind neben dem Hauptort Welykyj Chutir Teil der Gemeinde:
| Name                     | Name           | Name                               |
| ukrainisch transkribiert | ukrainisch     | russisch                           |
| ------------------------ | -------------- | ---------------------------------- |
| Aschaniwka               | Ашанівка       | Ашановка (Aschanowka)              |
| Besborodky               | Безбородьки    | Безбородьки (Besborodki)           |
| Rezjukiwschtschyna       | Рецюківщина    | Рецюковщина (Rezjukowschtschina)   |
| Roschdestwenske          | Рождественське | Рождественское (Roschdestwenskoje) |